# Uppståndelsekyrkan, Sankt Petersburg
Uppståndelsekyrkan (ryska: Собор Воскресения Христова на Крови; translitteration: Sobor Voskresenija Hristova na Krovi, ''Kristi uppståndelsedom på blodet'') är en rysk-ortodox kyrkobyggnad belägen i staden Sankt Petersburg, i den västra delen av europeiska Ryssland. 
Kyrkan är helgad åt Jesu uppståndelse och tillhör Sankt Petersburgs stift.
Kyrkan kallas också "Blodskyrkan" (Церковь на Крови/Tserkov na Krovi), eftersom tsar Alexander II mördades på denna plats den 13 mars 1881. Kyrkan byggdes senare till hans ära. Den är belägen invid Gribojedovkanalen, inte långt från huvudgatan Nevskij prospekt.

## Historik

### Bakgrund
Den 13 mars 1881 åkte tsar Alexander II längs Gribojedovkanalen när tsarens ekipage utsattes för två granatattacker från medlemmar i den anarkistiska organisationen Folkets vilja (ryska Народная Воля). Den första granaten dödade en av kosackerna som utgjorde tsarens beskydd och skadade flera; Alexander II klarade sig dock oskadd undan. I kaoset efter den första granaten lyckades en annan ung man, Ignacy Hryniewiecki, föröva en ny attack, vilken förutom att döda Ignacy själv också resulterade i att tsar Alexander II ådrog sig dödliga skador och några timmar senare avled i Vinterpalatset.

### Konstruktion
Kort efter Alexander II:s död lät sonen Alexander III påbörja byggandet av kyrkan som ett minnesmärke över fadern. Arbetet framskred långsamt och kyrkan stod färdig först år 1907 efter insatser av tsar Nikolaj II. Byggandet av Uppståndelsekyrkan hade då kostat den ryska staten 4,6 miljoner rubler. Man fogade in en bit av vägen som tsaren färdades på vid attentatet i kyrkans interiör.

### Senare historia
Kyrkan uppfördes i första hand som ett minnesmärke, men har under årens lopp hunnit ha en mängd olika funktioner. 
Sovjetregeringen stängde kyrkan 1930 och öppnade 1931 där istället Museet över folkets vilja, som ett minne över det dåd som hade gett upphov till kyrkan. Detta stängdes emellertid tre år senare, då Josef Stalin fruktade att det skulle uppmuntra till terrorism eller framkalla mordförsök på honom själv. Under andra världskriget och belägringen av Leningrad (nuvarande Sankt Petersburg) användes kyrkan som saluplats för grönsaker. Många Leningrad-bor sökte också skydd i kyrkan undan tyskarnas artillerigranater. Kyrkan skadades till viss del, men restaurerades och är i dag en av Sankt Petersburgs främsta turistattraktioner. Framförallt är det mosaikarbetena och de pampiga väggmålningarna som lockar besökare till kyrkan. Gudstjänster firas endast sparsamt i kyrkan. 
Mellan 1970 och 1997 restaurerades kyrkan, för att åter öppnas i augusti 1997. I dag hyser Uppståndelsekyrkan ett museum över mosaik.

## Bilder

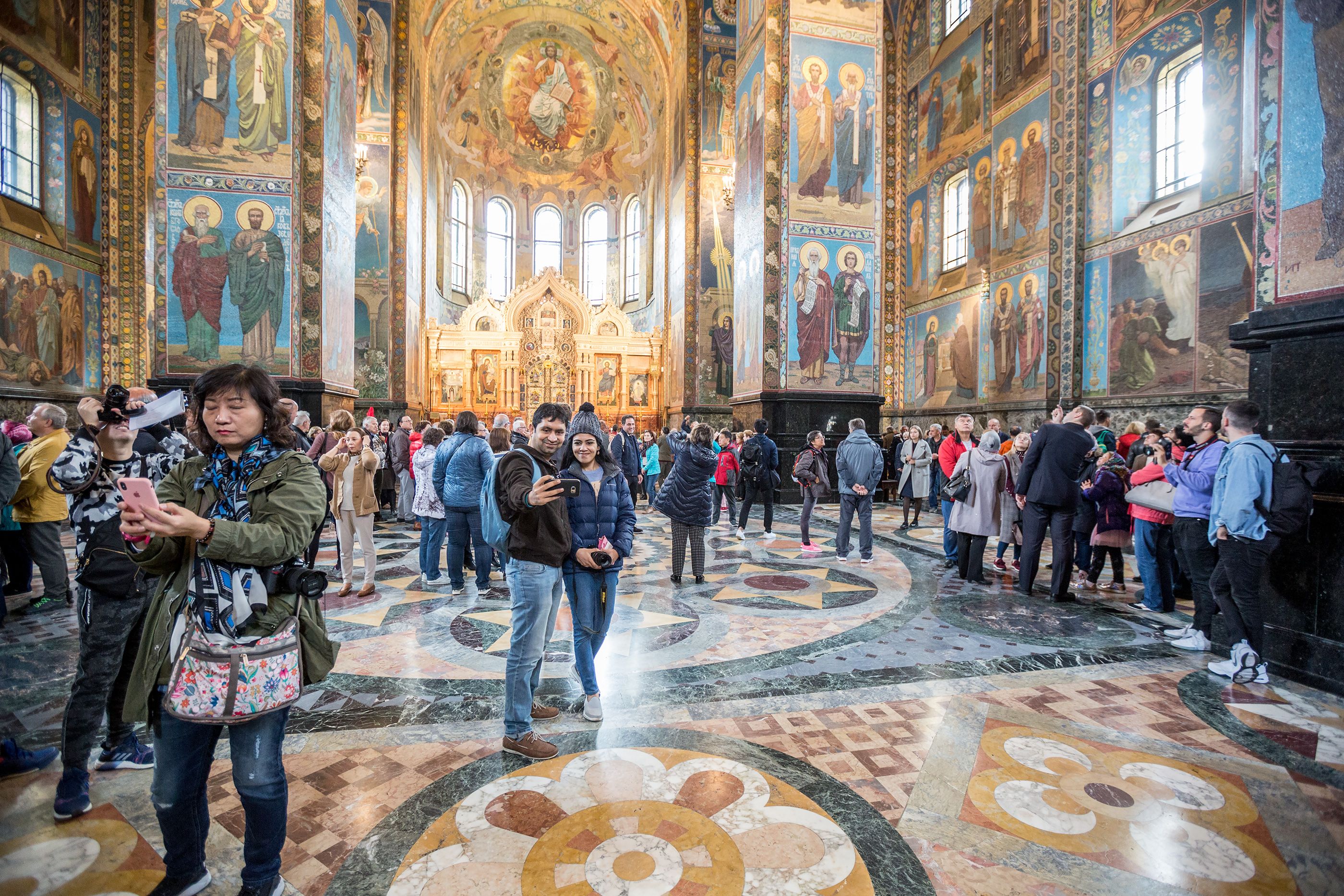
Interiör.
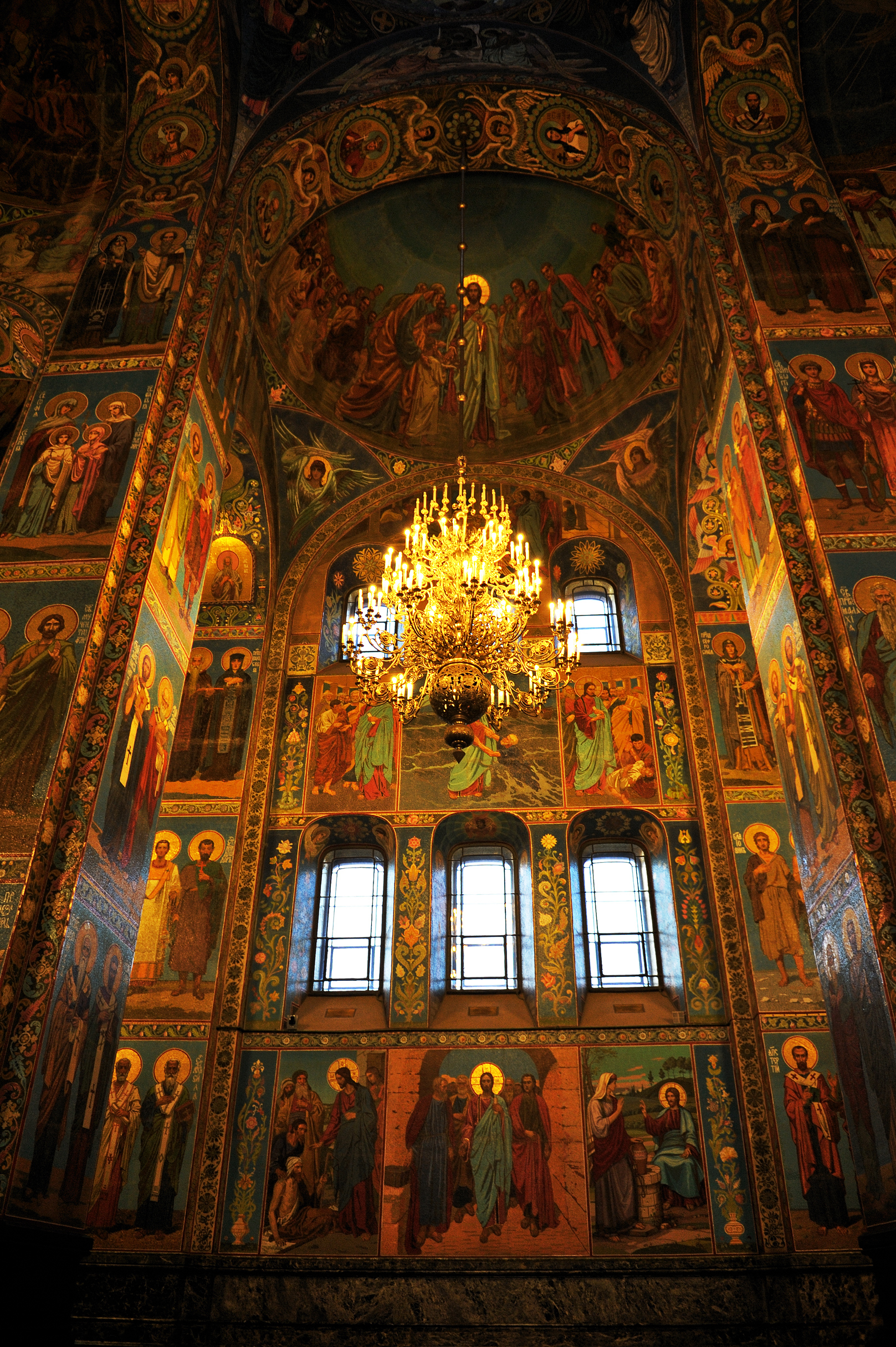
Interiör.
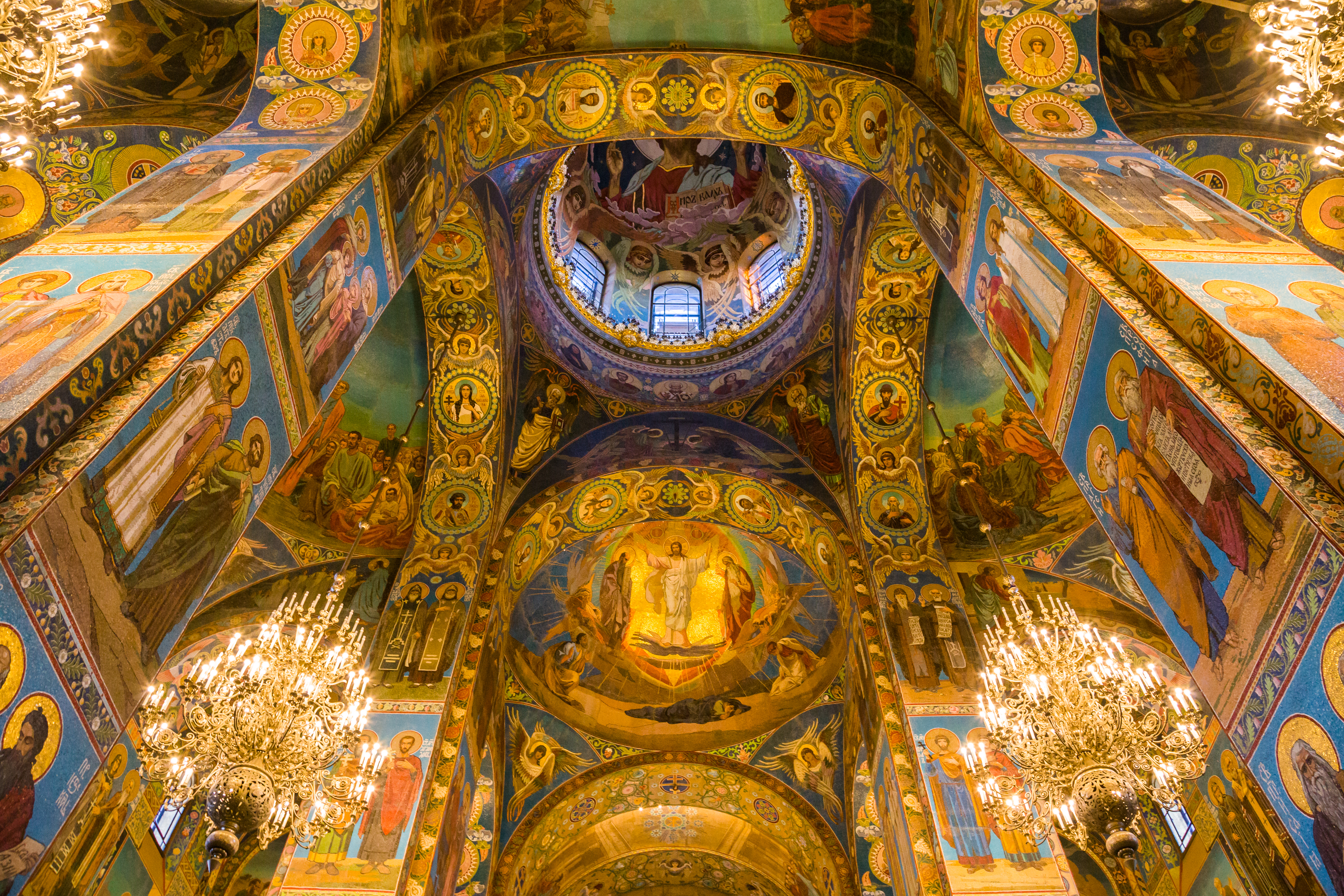
Taket.
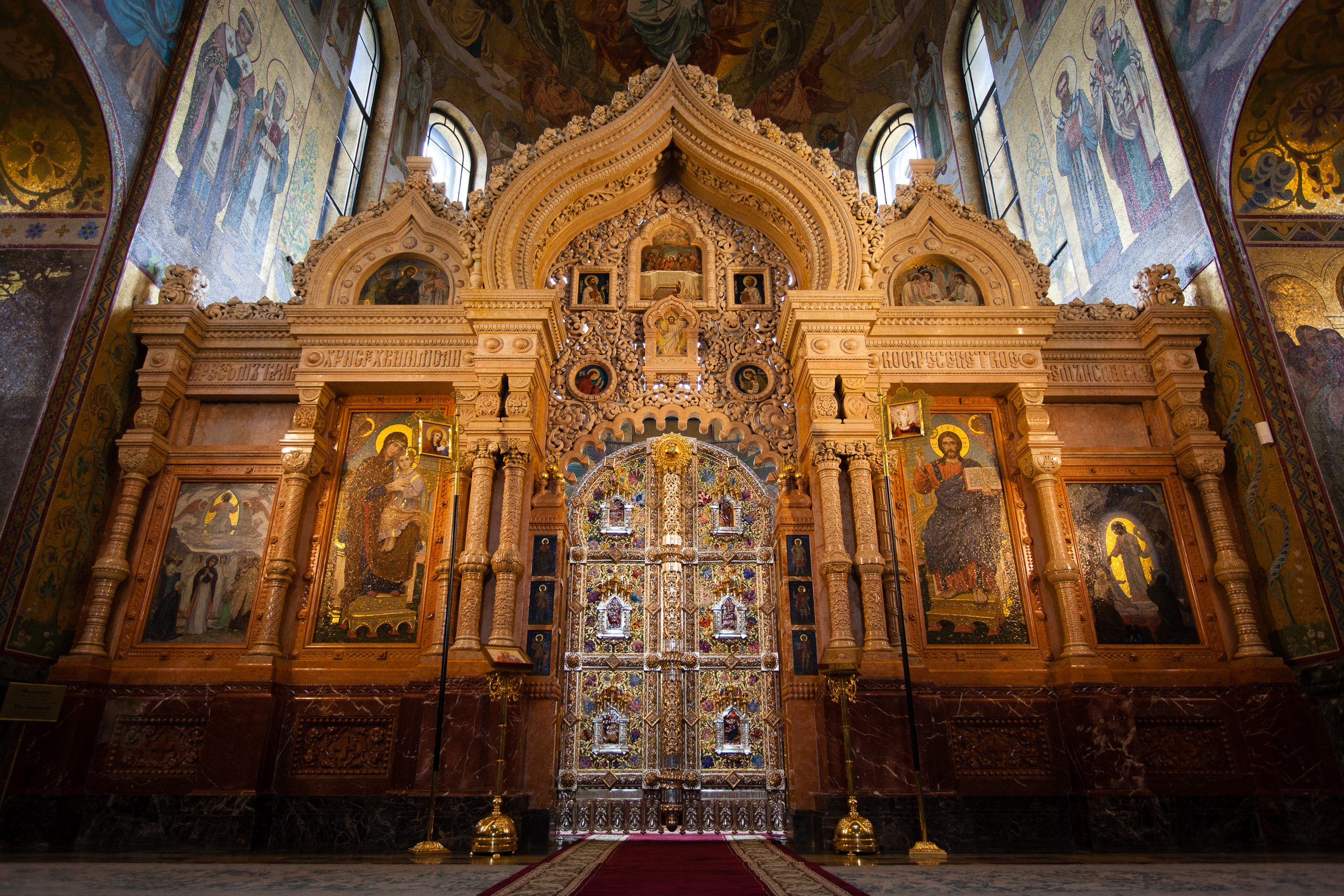
Ikonostasen.
Kyrkan under nattetid.